# Hästängesholmen
Hästängesholmen is een onbewoond langgerekt eiland annex zandplaat in de Zweedse Kalixrivier. Het eiland heeft geen oeververbinding. Het is genoemd naar het schiereiland Hästänget; het is van dat schiereiland gescheiden door een zijstroom, die zich later weer bij de rivier voegt. Het eiland ligt aan de westzijde van de rivier.